# ミロヴァン・ライェヴァツ
ミロヴァン・ライェヴァツ（セルビア語: Милован Рајевац、Milovan Rajevac、1954年1月2日 - ）は、セルビア出身のサッカー選手、サッカー指導者である。

## 選手経歴
ズラティボル郡チャイェティナに生まれたライェヴァツは、ディフェンダーとして、ボラツ・チャチャク、レッドスター・ベオグラード、ヴォイヴォディナ、ルンドBK、ニューヨーク・アローズ（マイク・ライェヴァツ (Mike Rajevac) の名前でプレー）、スロボダ・ウジツェでプレーした。

## 指導者経歴
ライェヴァツは母国セルビアにて、スロボダ・ウジツェ、レッドスター・ベオグラード、ヴォイヴォディナ、ボラツ・チャチャクを含む複数のクラブの監督を務めた。

### ガーナ代表

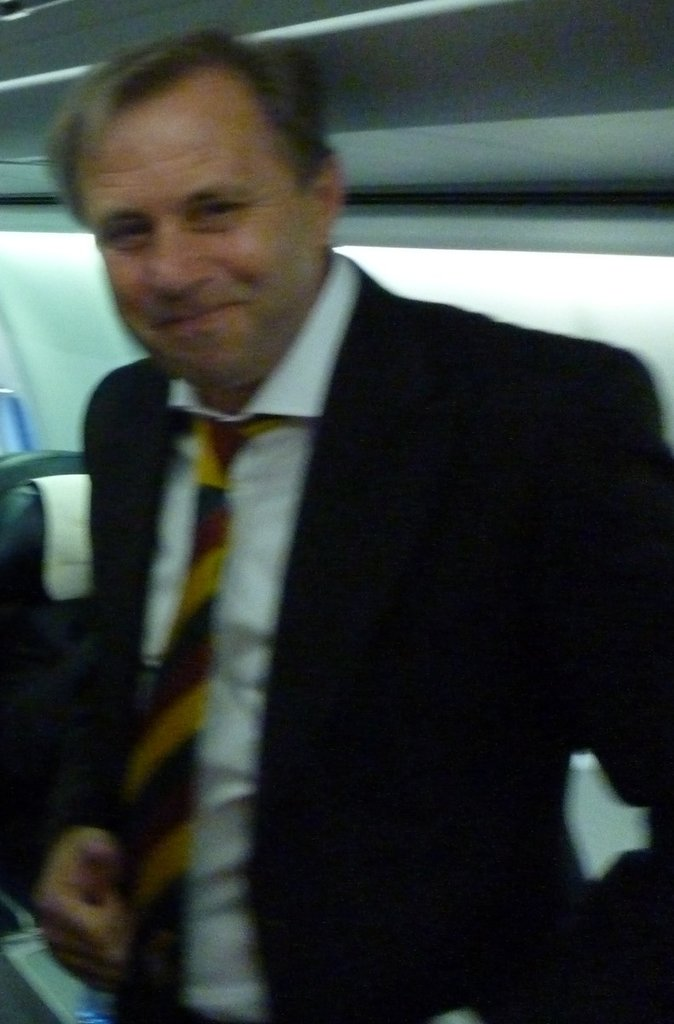
ガーナ代表監督時代のライェヴァツ

ライェヴァツは2008年8月にガーナ代表の監督に就任した。アフリカネイションズカップ2010で彼はガーナを決勝へと導いたが、エジプトに1-0で敗れた。その後の2010 FIFAワールドカップでは、ガーナは準々決勝にまで進み、最終的にウルグアイとの試合においてPK戦に4-2で敗れた。
ライェヴァツは2010年9月8日にガーナを去り、その翌日にサウジアラビアのクラブ、アル・アハリの監督に就任した。

### カタール代表
2011年2月にサウジのクラブを離れ、カタール代表監督の職に就いた。ホームで行われたインドとの親善試合(1-2)と、アウェーで行われたベトナムとの2014 FIFAワールドカップ予選(1-2)で期待外れの敗北を喫した後、2011年8月7日に彼は解任された。
2011年9月、ライェヴァツは同胞のゾラン・フィリポヴィッチ、コロンビア人フランシスコ・マトゥラナ、アメリカ人ボブ・ブラッドリーと並んで、エジプト代表の新監督候補者リスト4名に入った。ライェヴァツはブラッドリーとともに最後の2人にまで残ったが、最終的にはブラッドリーが監督となった。

### タイ代表
2017年4月、タイ代表監督に就任。2019年1月6日、AFCアジアカップ2019のインド戦に1-4で敗れたことで大会中に解任された。

## タイトル

### 指導者時代
タイ代表
- キングスカップ：1回（2017）

個人
- セルビア年間最優秀監督：1回（2010）
- アフリカ年間最優秀監督：1回（2010）